# Dionizy Węglowski
Dionizy Adam Węglowski (ur. 7 kwietnia 1822 w Warszawie, zm. 1881 we Lwowie) – polski żołnierz, uczestnik Powstania Styczniowego, działacz emigracyjny i dziennikarz.
Syn Jędrzeja Węglowskiego i Karoliny z domu Üblak (Iblak). Kapitan armii rosyjskiej, dymisjonowany w 1854 r.
W Powstaniu Styczniowym Edmund Taczanowski, w imieniu Rządu Narodowego w woj. kaliskim, mianował Węglowskiego Naczelnikiem sił zbrojnych powiatu kaliskiego, ale „wkrótce musiano go usunąć ze stanowiska za brak aktywności”. Walczył w oddziale Franciszka Parczewskiego w randze majora. Dowodził oddziałem w bitwach pod Ochędzynem, Rudnikami i Kruszyną. 
Po upadku Powstania udał się na emigrację. Przebywał w Szwajcarii (w 1866 r.), a następnie we Włoszech, gdzie należał do władz naczelnych Komitetu Emigracji Polskiej (majorowi Dionizemu Węgłowskiegomu, Władysławowi Chotomskiemu i Wiktorowi Stawińskiemu powierzono Dyrekcję Komitetu). W 1868 r. członek Zjednoczenia Emigracji Polskiej. Na emigracji prowadził ożywioną korespondencję polityczną, w jednym z listów - pisanym w imieniu emigracji polskiej w Palermo - ofiarował Garibaldiemu usługi Polaków w wojnie przeciwko Austrii. 
Od 1876 r. administrator wydawanych w Galicji czasopism „Wieniec” i „Pszczółka”.